# Sergei Wladimirowitsch Lunew
Sergei Wladimirowitsch Lunew (russisch Сергей Владимирович Лунев, englische Transkription Sergey Lunev; * 17. Juni 1982) ist ein russischer Badmintonspieler. 

## Karriere
Sergei Lunew gewann 2005 die Russian Open im Mixed mit Jewgenija Dimowa. Bei den europäischen Hochschulmeisterschaften im Badminton erkämpfte er sich 2007 Silber und Bronze und 2008 noch einmal Bronze. Bei der Sommer-Universiade 2007 wurde er zweimal Neunter.